# Wereldkampioenschappen alpineskiën 1985
De Wereldkampioenschappen alpineskiën 1985 werden van 31 januari tot en met 10 februari 1985 gehouden in Bormio in Italië. Er stonden acht onderdelen op het programma, vier voor mannen en vier voor vrouwen.

## Wedstrijdschema
| Datum       | Mannen                       | Vrouwen                      |
| ----------- | ---------------------------- | ---------------------------- |
| 31 januari  |                              | Alpine Combinatie (afdaling) |
| 01 februari | Alpine Combinatie (afdaling) |                              |
| 03 februari | Afdaling                     | Afdaling                     |
| 04 februari |                              | Alpine Combinatie (slalom)   |
| 05 februari | Alpine Combinatie (slalom)   |                              |
| 06 februari |                              | Reuzenslalom                 |
| 07 februari | Reuzenslalom                 |                              |
| 09 februari |                              | Slalom                       |
| 10 februari | Slalom                       |                              |

## Medailles

### Mannen
| Onderdeel    | Goud                           | Goud    | Zilver                        | Zilver  | Brons                       | Brons   |
| ------------ | ------------------------------ | ------- | ----------------------------- | ------- | --------------------------- | ------- |
| Combinatie   | Pirmin Zurbriggen Zwitserland  | 7.67    | Ernst Riedlsperger Oostenrijk | 37.84   | Thomas Bürgler Zwitserland  | 39.41   |
| Afdaling     | Pirmin Zurbriggen Zwitserland  | 2.06,68 | Peter Müller Zwitserland      | 2.06,79 | Doug Lewis Verenigde Staten | 2.06,82 |
| Reuzenslalom | Markus Wasmeier West-Duitsland | 2.28,90 | Pirmin Zurbriggen Zwitserland | 2.28,95 | Marc Girardelli Luxemburg   | 2.29,22 |
| Slalom       | Jonas Nilsson Zweden           | 1.38,82 | Marc Girardelli Luxemburg     | 1.38,88 | Robert Zoller Oostenrijk    | 1.39,35 |

### Vrouwen
| Onderdeel    | Goud                                     | Goud    | Zilver                                               | Zilver  | Brons                            | Brons           |
| ------------ | ---------------------------------------- | ------- | ---------------------------------------------------- | ------- | -------------------------------- | --------------- |
| Combinatie   | Erika Hess Zwitserland                   | 18.72   | Sylvia Eder Oostenrijk                               | 34.42   | Tamara McKinney Verenigde Staten | 44.45           |
| Afdaling     | Michela Figini Zwitserland               | 1.26,96 | Ariane Ehrat Zwitserland Katrin Gutensohn Oostenrijk | 1.28,57 | niet uitgereikt                  | niet uitgereikt |
| Reuzenslalom | Diann Roffe-Steinrotter Verenigde Staten | 2.18,53 | Elisabeth Kirchler Oostenrijk                        | 2.19,13 | Eva Twardokens Verenigde Staten  | 2.19,21         |
| Slalom       | Perrine Pelen Frankrijk                  | 1.29,58 | Christelle Guignard Frankrijk                        | 1.29,93 | Paoletta Magoni-Sforza Italië    | 1.29,98         |

### Medailleklassement
| Plaats | Land             | Goud | Zilver | Brons | Totaal |
| 1      | Zwitserland      | 4    | 3      | 1     | 8      |
| 2      | Frankrijk        | 1    | 1      | 0     | 2      |
| 3      | Verenigde Staten | 1    | 0      | 3     | 4      |
| 4      | West-Duitsland   | 1    | 0      | 0     | 1      |
| 4      | Zweden           | 1    | 0      | 0     | 1      |
| 6      | Oostenrijk       | 0    | 4      | 1     | 5      |
| 7      | Luxemburg        | 0    | 1      | 1     | 2      |
| 8      | Italië           | 0    | 0      | 1     | 1      |
| Totaal | Totaal           | 8    | 9      | 7     | 24     |